# Arno Orzessek
Arno Orzessek (* 12. August 1966 in Osnabrück) ist ein deutscher Schriftsteller und Journalist.

## Leben
Arno Orzessek wuchs als Sohn des Bahnarbeiters Willi Orzessek und der Hausfrau Hildegard Orzessek, geborene Schwidder, in Osnabrück in einem Haushalt pietistischer Prägung auf. Er beendete die Schule 1986 mit dem Abitur am Osnabrücker Gymnasium Carolinum, das als „Karlgymnasium“ in seinem ersten Roman Schattauers Tochter in leichter Verfremdung auftaucht.
1994 schloss Orzessek sein Studium der Neueren deutschen Literaturwissenschaft, Philosophie und Kunstgeschichte an der Universität zu Köln ab. Seither arbeitet er als Journalist, u. a. bis 2005 für die Süddeutsche Zeitung. Für Deutschlandfunk Kultur bzw. den Deutschlandfunk verantwortet er zusammen mit anderen Journalisten die Kulturpresseschau. Seit Ende 2017 hat er auch in unregelmäßigen Abständen eine Glosse in der Sendung mediasres.
Sein erster Roman Schattauers Tochter erschien 2005 zunächst im Verlag Rogner & Bernhard exklusiv für Zweitausendeins und ein weiteres Mal 2007 als Hardcover im Steidl Verlag. Im März 2008 folgte Drei Schritte von der Herrlichkeit, wiederum bei Steidl.

## Werke
- Schattauers Tochter, Rogner & Bernhard, Berlin 2005 ISBN 978-3-8077-1001-3
- Schattauers Tochter, Steidl Verlag, Göttingen 2007 ISBN 978-3-86521-424-9
- Drei Schritte von der Herrlichkeit. Roman, Steidl Verlag, Göttingen 2008, ISBN 978-3-86521-663-2

## Herausgeberschaft
- Zerstreute Öffentlichkeiten. Zur Programmierung des Gemeinsinns (mit Jürgen Fohrmann), Fink-Verlag, München 2002. ISBN 978-3-7705-3543-9

## Auszeichnung
- 2005: Uwe-Johnson-Förderpreis für Schattauers Tochter

## Kommentar
In einem Kommentar, der im Dezember 2018 in den Sendungen „DLF Kommentar“ und „@mediasres“ gesendet wurde, bezeichnete er Boris Palmer als „den Sarrazin der Grünen“ sowie dessen Vater Helmut Palmer als den „Rem-Stal-Rebell“, eine Anspielung auf das Remstal, das vom Wasserlauf der Rems benannt ist. Er kommentierte zunächst die Gentrifizierung Berlins und mahnte unter menschenrechtlichem Aspekt, dass man möglicherweise nur 1 % der Weltbevölkerung geholfen habe und die Folgen eines Rechtsrucks in Kauf nehmen würde.